# Henrietta Crosman
Henrietta Crosman est une actrice et metteur en scène américaine, née le 2 septembre 1861 à Wheeling (Virginie-Occidentale), morte le 31 octobre 1944 à Pelham Manor (État de New York).

## Biographie
Henrietta Crosman entame sa carrière d'actrice au théâtre et joue notamment à Broadway (New York) entre 1896 et 1929. Citons Les Joyeuses Commères de Windsor de William Shakespeare (1916, avec Sydney Greenstreet, puis 1928, avec Will Geer et Otis Skinner), ainsi que Les Deux Orphelines d'Adolphe d'Ennery et Eugène Cormon (1926, avec Fay Bainter, Mary Nash, May Robson et Robert Warwick). Notons qu'elle est également metteur en scène de deux pièces qu'elle interprète à Broadway en 1900 et 1902.
Au cinéma, elle apparaît d'abord dans quatre films muets sortis respectivement en 1914, 1915, 1923 et 1925. Son premier film parlant est The Royal Family of Broadway de George Cukor et Cyril Gardner (avec Ina Claire et Fredric March), sorti en 1930.
Suivent seize autres films américains, le dernier étant Valet de cœur de W. S. Van Dyke (avec Jean Harlow et Robert Taylor), sorti en 1937. Entretemps, mentionnons Deux femmes de John Ford (1933, avec Marian Nixon et Norman Foster) et Carolina d'Henry King (1934, avec Janet Gaynor et Lionel Barrymore).
Elle se marie en 1886 avec Sedley Browne avec qui elle a un fils Sedley Browne Jr., puis en 1896 avec le réalisateur Maurice S. Campbell (1869-1942) avec qui elle a un autre fils Maurice Campbell Jr..

## Théâtre à Broadway

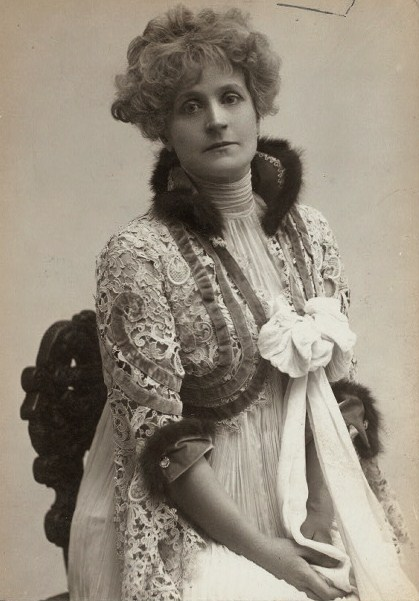
Dans Madeline (Broadway, 1906, photo promotionnelle)

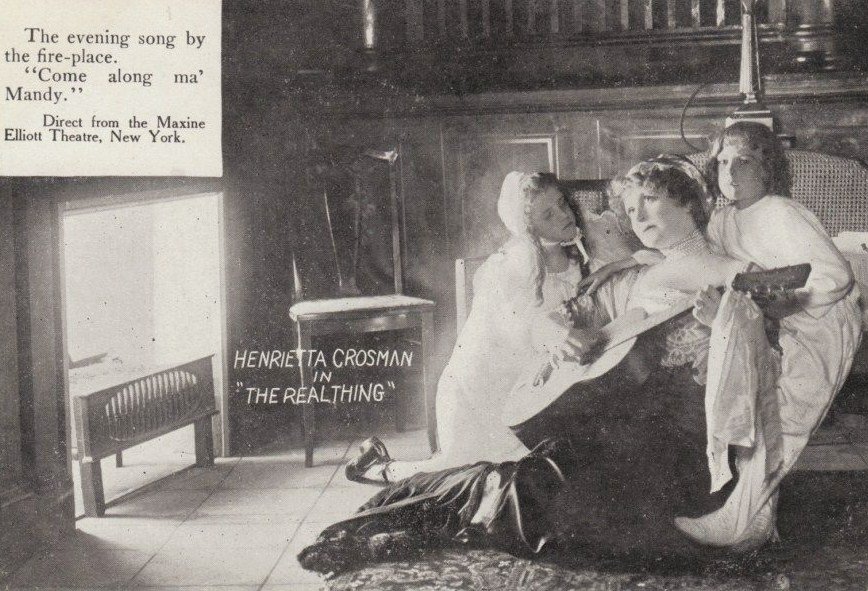
Dans The Real Thing (Broadway, 1911, image promotionnelle)

- 1896 : A House of Cards de Sydney Rosenfeld : Gwynne
- 1900-1902 : Mistress Nell de George C. Hazelton : Nell Gwynn (+ mise en scène et production)
- 1902 : Joan o' the Shoals d'Evelyn Greenlaf Sutherland : Joan Seastrawn
- 1902 : Comme il vous plaira (As You Like It) de William Shakespeare
- 1902 : The Sword of the King de Ronald MacDonald (+ mise en scène)
- 1903-1904 : Sweet Kitty Bellairs de (et mise en scène par) David Belasco : Kitty
- 1905-1906 : Les Pattes de mouche (Mary, Mary, Quite Contrary) de Victorien Sardou
- 1906 : Madeline de Mme W. K. Clifford : rôle-titre
- 1907 : All-of-a-Sudden Peggy d'Ernest Denny : Peggy
- 1907 : The Christian Pilgrim, adaptation par James MacArthur du roman Le Voyage du pèlerin (Pilgrim's Progress) de John Bunyan : Christian
- 1909 : Sham d'Elmer Harris et Geraldine Bonner
- 1910 : Anti-Matrimony de Percy MacKaye : Mildred
- 1911 : The Real Thing de Catherine Chisholm Cushing
- 1913 : The Tongues of Men d'Edward Childs Carpenter : Jane Bartlett
- 1916 : Les Joyeuses Commères de Windsor (The Merry Wives of Windsor) de William Shakespeare
- 1916 : Getting Married de George Bernard Shaw, mise en scène et production de William Faversham : Mme George Collins
- 1919 : Our Pleasant Sins de Thomas Broadhurst
- 1923 : Children of the Moon de Martin Flavin : Mme Atherton
- 1925 : L'École de la médisance (The School for Scandal) de Richard Brinsley Sheridan : Mme Candour
- 1926 : Les Deux Orphelines (The Two Orphans) d'Adolphe d'Ennery et Eugène Cormon, adaptation de N. Hart Jackson : Comtesse de Linières
- 1927 : Trelawny of the « Wells » d'Arthur Wing Pinero : Mme Telfer
- 1928 : Les Joyeuses Commères de Windsor (The Merry Wives of Windsor) de William Shakespeare : Maîtresse Alice Ford
- 1928 : The Beaux Stratagem de George Farguhar et Edgar Lee Masters, mise en scène d'Howard Lindsay : Lady Bountiful
- 1928 : Crashing Through de Saxon Kling : Mme Poole
- 1929 : Thunder in the Air de Robins Millar : Mme Vexted

## Filmographie complète
- 1914 : The Unwelcome Mrs. Hatch d'Allan Dwan : Mme Hatch
- 1915 : The Supreme Test d'Edward LeSaint : Violet Logan
- 1923 : Broadway Broke de J. Searle Dawley : Madge Foster
- 1925 : Wandering Fires de Maurice Campbell : Mme Carroll
- 1930 : The Royal Family of Broadway de George Cukor et Cyril Gardner : Fanny Cavendish
- 1933 : Deux Femmes (Pilgrimage) de John Ford : Mme Hannah Jessop

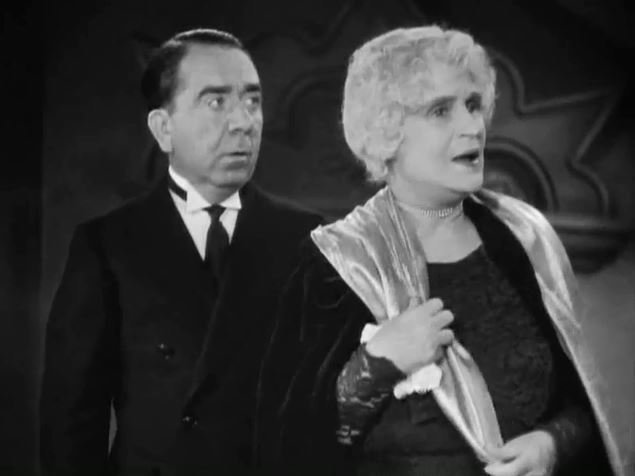
Avec Herbert Mundin, dans Charlie Chan's Secret (1936)

- 1934 : Three on a Honeymoon de James Tinling : « Ma » Gillespie
- 1934 : Such Women Are Dangerous de James Flood : Tante Sophie Travers
- 1934 : Carolina d'Henry King : Mme Ellen Connelly
- 1934 : Among the Missing d'Albert S. Rogell : Tante Martha Abbott
- 1934 : The Curtain Falls (en) de Charles Lamont : Sarah Crabtree
- 1934 : Elinor Norton (en) d'Hamilton MacFadden : Christine Somers
- 1934 : Menace de Ralph Murphy : Sybil Thornton
- 1935 : L'Ange des ténèbres (The Dark Angel) de Sidney Franklin : Grand-mère Vanne
- 1935 : The Right to Live de William Keighley : Mme Millie Trent
- 1936 : Hitch Hike to Heaven de Frank R. Strayer : Deborah Delaney
- 1936 : Le Diable au corps (The Moon's Our Home) de William A. Seiter : Lucy Van Steedan
- 1936 : Le Secret de Charlie Chan (Charlie Chan's Secret) de Gordon Wiles : Henrietta Lowell
- 1936 : Girl of the Ozarks de William Shea : Grand-mère Moseley
- 1936 : Suivez votre cœur (Follow Your Heart) d'Aubrey Scotto : Mme Bovard
- 1937 : Valet de cœur (Personal Property) de W. S. Van Dyke : Mme Cosgrove Dabney